# One Shot '80 Volume 20 (Pop Italia)
One Shot '80 Volume 20 (Pop Italia) è la ventesima e ultima raccolta di canzoni degli anni '80, pubblicata in Italia dalla Universal su CD (catalogo 025 2 70751 4) e cassetta nel 2009, appartenente alla serie One Shot '80 della collana One Shot.

## Il disco
Quarto e ultimo volume della sotto-serie di CD doppi dedicata esclusivamente alla musica dance prodotta in Italia da artisti italiani. La raccolta si discosta però dai generi dance e italo disco dei precedenti volumi (One Shot '80 vol. 5, 10 e 15) per proporre brani pop e di musica leggera più localizzati. Inoltre, per la prima ed unica volta, tutte le canzoni contenute nei CD sono in lingua italiana.

## Tracce
Il primo è l'anno di pubblicazione del singolo, il secondo quello dell'album; altrimenti coincidono.

### CD 1
1. Ricchi e Poveri – Voulez vous danser – 3:43 (testo: Cristiano Minellono, Paolo Amerigo Cassella – musica: Dario Farina) – 1983
2. Loretta Goggi – Maledetta primavera – 4:10 (testo: Paolo Amerigo Cassella – musica: Gaetano 'Totò' Savio) – 1981
3. Donatella Rettore – Lamette – 2:47 (testo: Donatella Rettore – musica: Claudio Rego) – 1982
4. Franco Battiato – Centro di gravità permanente – 3:55 (testo: Franco Battiato – musica: Franco Battiato, Giusto Pio) – 1981
5. Matia Bazar – Ti sento – 4:12 (testo: Aldo Stellita – musica: Sergio Cossu, Carlo Marrale) – 1985
6. Amedeo Minghi e Mietta – Vattene amore – 4:00 (testo: Vanda Di Paolo – musica: Amedeo Minghi) – 1990
7. Gruppo Italiano – Anni ruggenti – 3:13 (testo: Patrizia Di Malta, Raffaella Riva – musica: Chicco Santulli, Gigi Folino) – 1984
8. Fabio Vanni – Lei balla sola – 3:33 (testo: Franca Poli, Maria Antonietta Merla – musica: Elisabetta Paselli) – 1984
9. Umberto Tozzi – Nell'aria c'è – 4:06 (Giancarlo Bigazzi, Umberto Tozzi) – 1983, 1984
10. Tiziana Rivale – Sarà quel che sarà – 3:26 (testo: Roberto Ferri – musica: Mushi) – 1983
11. Donatella Milani – Volevo dirti – 3:04 (Daniele Pace, Donatella Milani, Zucchero Fornaciari) – 1983
12. Raf – Ti pretendo – 4:25 (testo: Gianna Albini – musica: Raf, Giancarlo Bigazzi) – 1989
13. Edoardo Bennato e Gianna Nannini – Un'estate italiana – 4:10 (testo: Edoardo Bennato, Gianna Nannini – musica: Giorgio Moroder) – 1989
14. Antonello Venditti – Buona domenica (album version) – 5:38 (Antonello Venditti) – 1979
15. Alice – Per Elisa – 3:38 (testo: Franco Battiato, Alice Visconti – musica: Franco Battiato, Giusto Pio) – 1981
16. Ivano Fossati – La mia banda suona il rock – 3:51 (Ivano Fossati) – 1979
17. Enrico Ruggeri – Nuovo swing – 4:12 (Enrico Ruggeri) – 1984
18. Mango – Lei verrà – 4:06 (testo: Alberto Salerno – musica: Giuseppe 'Pino' Mango) – 1986
19. Loredana Bertè – Acqua – 4:12 (testo: Bruno Lauzi – musica: Djavan) – 1985
20. Alberto Fortis – Marylin – 3:10 (Alberto Fortis) – 1981

Durata totale: 77:31

### CD 2
1. Alberto Camerini – Tanz bambolina – 3:30 (Alberto Camerini) – 1982
2. Scialpi – Rocking Rolling – 4:15 (testo: Franco Migliacci – musica: Mauro Goldsand, Aldo Tamborelli) – 1983
3. Miguel Bosé – Bravi ragazzi – 4:06 (testo: Guido Morra – musica: Maurizio Fabrizio) – 1982
4. Nada – Dimmi che mi ami, che mi ami, che tu ami, che tu ami solo me – 3:07 (testo: Gerardo Manzoli – musica: Mauro Lusini) – 1981, 1982
5. Stadio – Acqua e sapone – 4:30 (testo: Vasco Rossi – musica: Gaetano Curreri) – 1983, 1984
6. Luca Barbarossa – Yuppies – 4:09 (Luca Barbarossa) – 1988
7. Lu Colombo – Maracaibo – 3:47 (Maria Luisa Colombo) – 1982
8. Christian – Cara – 3:40 (Mario Balducci) – 1984
9. Viola Valentino – Comprami – 3:54 (testo: Cristiano Minellono – musica: Renato Brioschi) – 1979, 1980
10. Laura Luca – Inutilmente tu – 4:28 (testo: Nino Romano, Stefano Scandolara – musica: Bruno Tavernese) – 1978, 1979
11. Enzo Malepasso – Ti voglio bene – 3:38 (Enzo Malepasso, Salvatore De Pasquale) – 1980
12. Sergio Caputo – Italiani, mambo! – 4:26 (Sergio Caputo) – 1984
13. Rossana Casale – Brividi – 3:28 (testo: Guido Morra – musica: Maurizio e Salvatore Fabrizio) – 1986
14. Teresa De Sio – Voglia 'e turna' – 4:20 (testo: Teresa De Sio – musica: Francesco Bruno) – 1982
15. Fabio Concato – Sexy tango – 4:12 (Fabio Piccaluga) – 1984
16. Lucio Dalla – Washington – 4:37 (testo: Lucio Dalla – musica: Tullio Ferro) – 1984
17. Garbo – Il fiume – 4:37 (Renato Abate) – 1986
18. Anna Oxa – A lei – 3:55 (testo: Roberto Vecchioni – musica: Mauro Paoluzzi) – 1985
19. Marcella Bella – Rio de Janeiro – 3:54 (testo: Gianna Albini – musica: Juan Carlos Calderón) – 1980, 1981

Durata totale: 76:33